# Sam Jaffe (Filmproduzent)
Sam Jaffe (* 21. Mai 1901 in New York City, Vereinigte Staaten; † 10. Januar 2000 in Los Angeles) war ein US-amerikanischer Künstleragent und Filmproduzent.

## Leben und Wirken
Der im New Yorker Stadtteil Harlem geborene Nachfahre russisch-jüdischer Einwanderer hatte drei ältere Geschwister und wuchs in der Lower East Side von Manhattan auf. Nachdem Jaffe die DeWitt Clinton High School verlassen hatte, stieß er gegen Ende des Ersten Weltkriegs zur Filmproduktionsfirma Famous Players-Lasky Corporation, wo er als Botenjunge anfing. 1920 kam er zur Mayer-Schulberg Production, wo sein Schwager B. P. Schulberg in leitender Funktion wirkte. Jaffe stieg zum Studiomanager auf und wurde 1922 mit der Chefposition der Filmproduktion der B. P. Schulberg Production betraut. Dieselbe Position bekleidete er nach seinem Wechsel zu Paramount Pictures, wo er sechs Jahre lang, bis 1929, mit der Produktionsüberwachung betraut wurde. In diesen Jahren war Sam Jaffe direkt mit der Herstellung von Filminszenierungen bedeutender Regisseure wie Ernst Lubitsch, Josef von Sternberg und Rouben Mamoulian befasst und damit in entscheidendem Maße an der Rettung der Paramount vor dem Bankrott beteiligt. In den frühen Tonfilmjahren 1930 bis 1932 stand Jaffe als Produktionsmanager und persönlicher Assistent in Diensten von David O. Selznick bei RKO, 1933 wechselte er als Assistent von Sam Briskin zu Columbia Pictures. In jenen beiden Jahren 1932/33 trat Jaffe auch erstmals als persönlicher Filmproduzent auf.
1934 verließ Sam Jaffé vorübergehend das Filmgeschäft als Firmenmanager und schloss sich der Künstleragentur Schulberg-Feldman Agency an, die nunmehr Schulberg-Feldman-Jaffe hieß. Zwei Jahre später gründete er mit der Jaffe Agency seine eigene Künstleragentur. In der Folgezeit kehrte Sam Jaffe nur noch äußerst selten zur Filmproduktion zurück, landete aber mit seinen beiden letzten Arbeiten, der heimeligen Löwin-Geschichte Frei geboren – Königin der Wildnis und der höchst amüsanten Horrorkomödie Theater des Grauens, zwei große Kassen- bzw. Kritikerhits. Dennoch blieb der Agenturbetrieb Jaffes Hauptgewerbe, und in den Goldenen Jahren Hollywoods vertrat er Branchengrößen wie Fritz Lang, Raoul Walsh, Stanley Kubrick, David Niven, Richard Burton, Barbara Stanwyck, Jennifer Jones sowie Humphrey Bogart und dessen Gattin Lauren Bacall. 1949 verkaufte Jaffe seine Agentur und übersiedelte zehn Jahre darauf nach London. 1985 kehrte Sam Jaffe nach Los Angeles zurück, wo er sich als Kunstsammler hervortat und sich an der University of California der Extension's Plato Society (ein Akronym für Perpetual Learning and Teaching Organization) anschloss.
Jaffe war verheiratet und Vater dreier Töchter.

## Filmografie
- 1932: The Vanishing Frontier
- 1932: Flaming Gold
- 1933: Diplomaniacs
- 1933: Emergency Call
- 1933: Ace of Aces
- 1944: Fünf Helden (The Sullivans)
- 1961: Der Held von Attika (Damian and Pythias)
- 1965: Frei geboren – Königin der Wildnis (Born Free)
- 1973: Theater des Grauens (Theatre of Blood)